# Маленькой, Семён Мартынович
Семён Мартынович Маленькой (вариант Маленьков) (XVII век — 1702, Шемаха) — русский купец, путешественник в Иран и Индию.

## Биография
Дата рождения неизвестна. В 1695 (не позднее 10 июня) был отправлен по Приказу Большой казны во главе торговой миссии в Индию. Маленькой с его спутниками прибыл в Исфахан (Персия), а в январе 1698 от Бендер-Аббаса добрался морем до индийского города Сурата. Находился в Индии с 1698 по 1701, то есть более двух лет. Падишах Аурангзеб выдал Маленькому грамоту, позволяющую беспошлинную торговлю в городах империи Великих Моголов. В январе 1701 году Маленькой закупил большую партию индийских товаров и отправился в обратный путь через Иран. Умер в Шемахе. Сохранились записки спутников Маленького. Они представляют важный исторический источник о Персии и Индии на рубеже XVII — XVIII веков и условиях торговли русских купцов в те времена на Востоке.
Сохранились две грамоты, выданные Семёну Маленькому:
- Грамота ц-рей Ивана и Петра Алексеевичей хивинскому хану Мухаммед-Эренку, отправленная с гостиной сотни купцом Семеном Маленьким, об отпуске захваченных хивинским ханом русских торговых людей и о возвращении всех имевшихся у них товаров. (речь идёт о купце Сергее Лабозном «и его людях»)
- Грамота ц-рей Ивана и Петра Алексеевичей балхинскому хану Бехадуру об отправлении в Балх с торговыми целями, купчины Семена Маленького.

Обе грамоты не были доставлены адресатам, так как Маленькой попал в Индию, миновав Среднюю Азию, дата написания второй грамоты (10 июня 1695 г.) позволяет датировать время отправки экспедиции из Москвы.